# Лакс, Джордж
Джордж Лакс (англ. George Benjamin Luks; 1867—1933) — американский художник и иллюстратор, один из участников школы Мусорных вёдер.

## Биография
Родился 13 августа 1867 года в городе Уильямспорт, штат Пенсильвания, в семье эмигрантов из Европы. Его отец — Emil C. Luks, был врачом и аптекарем, мать — Bertha Luks, была художником и музыкантом любительского уровня. В семье также сестра Анна (1859—1933) и брат Уильям (1868—1952). Семья переехала в город Поттсвилл, Пенсильвания; жила вблизи угольных месторождений. В молодом возрасте Джордж узнал о бедности и жизни шахтерских семей.
Свою трудовую деятельность начал, работая в водевилях. Вместе со своим младшим братом играли в начале 1880-х годов в водевилях в Пенсильвании и Нью-Джерси. Затем Лакс ушел со сцены и решил продолжить карьеру в качестве художника. Обучался в Пенсильванской академии изящных искусств, позже отправился в Европу, где учился в нескольких художественных школах и изучал искусство старых мастеров, особенно испанской и голландской живописи. Некоторое время жил в Дюссельдорфе у дальнего родственника и посещал занятия в Дюссельдорфской художественной школе. В итоге отказался от Дюссельдорфа в пользу стимулирующим к творчеству Лондона и Парижа. В 1893 году вернулся в США и стал работать в Филадельфии в качестве иллюстратора газеты Philadelphia Press.
Работая в этой газете, Лакс познакомился с художниками Джоном Слоаном, Уильямом Глакенсом и Эвереттом Шинном. Они собирались на еженедельные встречи в студии другого художника — Роберта Генри, обсуждая различные вопросы жизни, как социальные, так и интеллектуальные. Генри, будучи старше своих коллег, призвал своих коллег читать художественную литературу современных писателей и знакомиться с работой современных художников.
В 1896 году Лакс переехал в Нью-Йорк и начал работать в качестве художника в газете New York World Джозефа Пулитцера, где одной из его задач было рисование комиксов «Жёлтый малыш». Несмотря на эту деятельность, Джордж Лакс продолжил общение со своими коллегами по встречам у Роберта Генри, и всё больше внимания уделял живописи. В течение нескольких продуктивных лет жизни, он стал участником школы Мусорных вёдер и членом группы художников «Восемь». Выставлялся во многих городах США; занимался преподавательской деятельностью, его учениками были Norman Raeben, Элси Дриггс и Джон Алан Максвелл.
Умер 29 октября 1933 года в Нью-Йорке после потасовки в баре. Был похоронен на кладбище Fernwood Cemetery города Ройерсфорд, штат Пенсильвания. Художник был дважды женат, но детей не имел.

## Труды

Некоторые работы
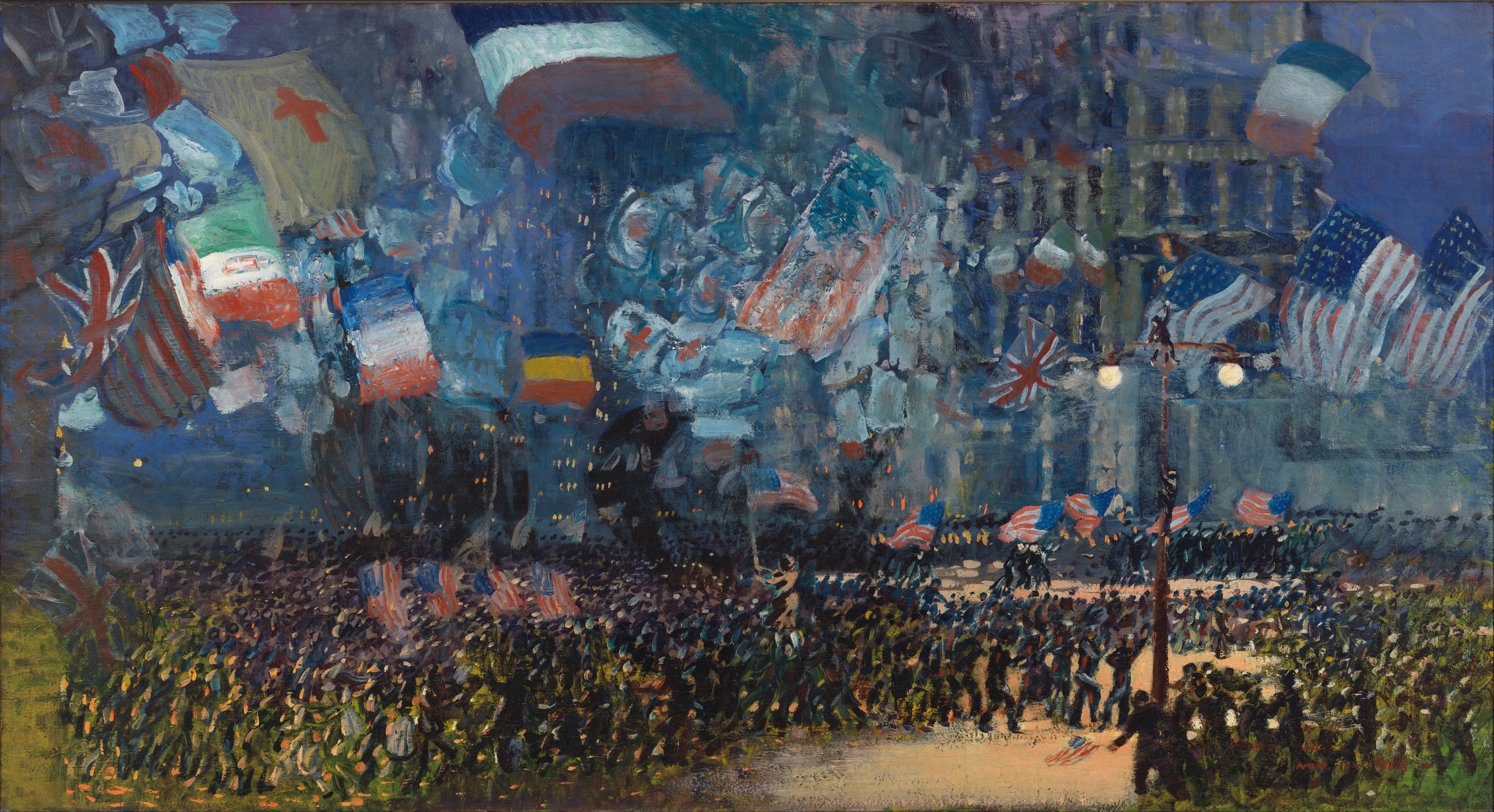
Armistice Night
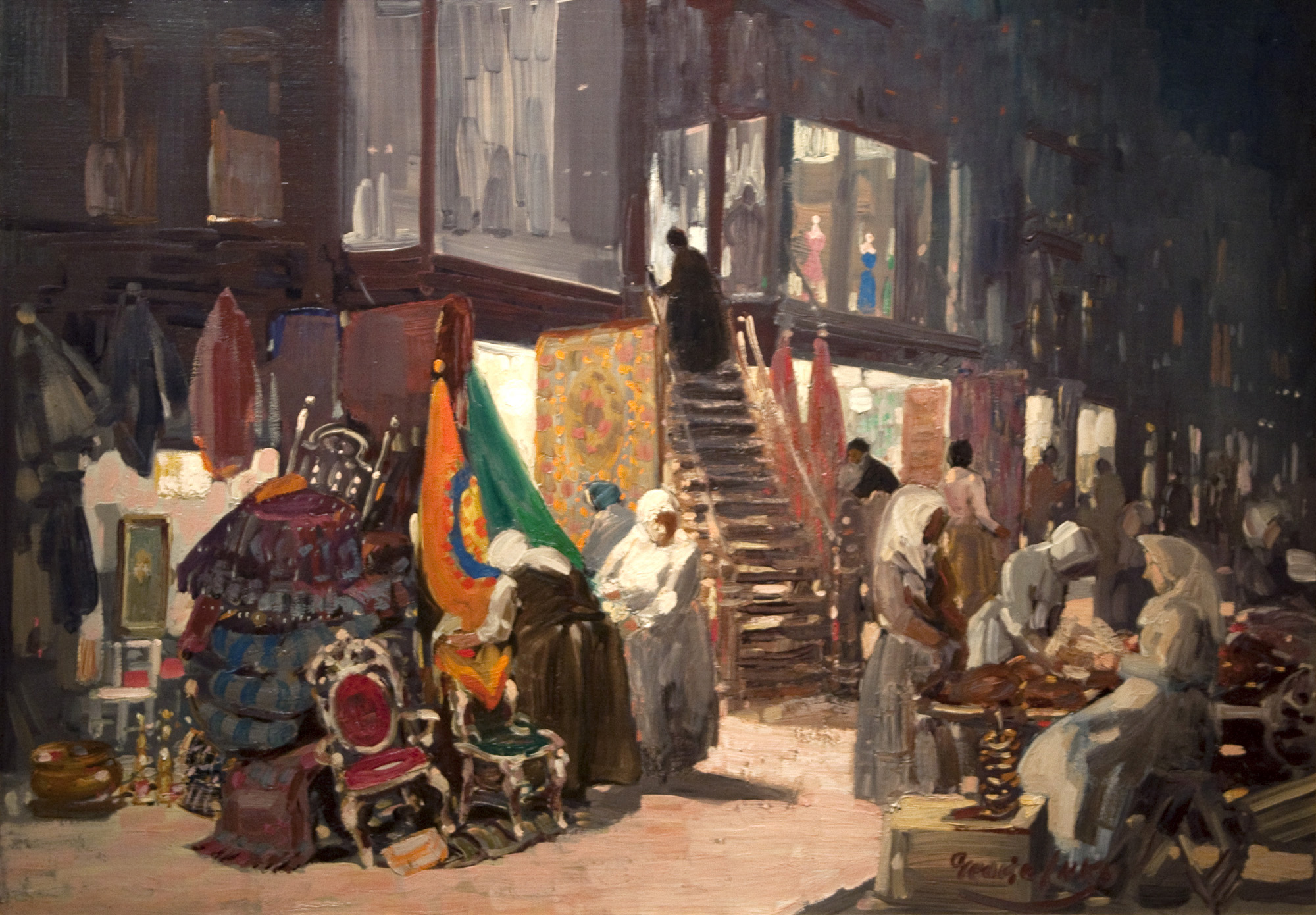
Allen Street
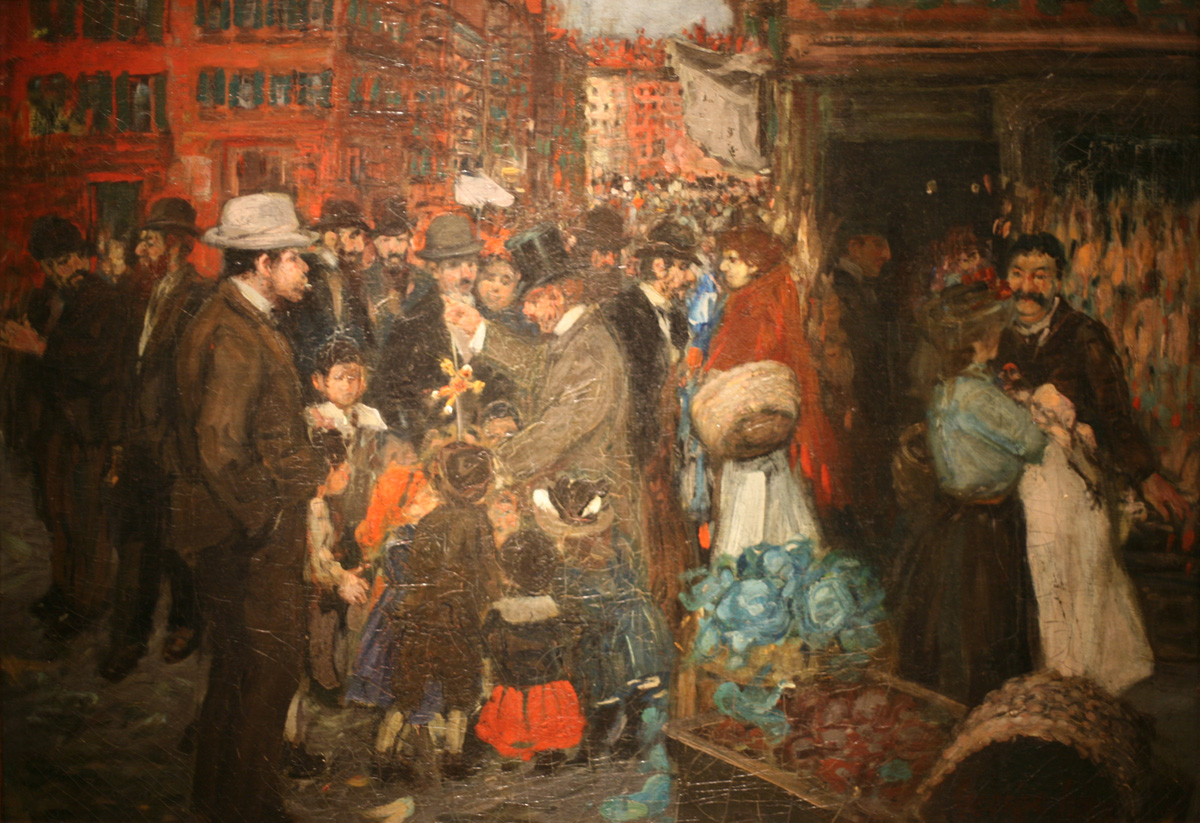
Street Scene (Hester Street)
Madison Square